# Passion Pit

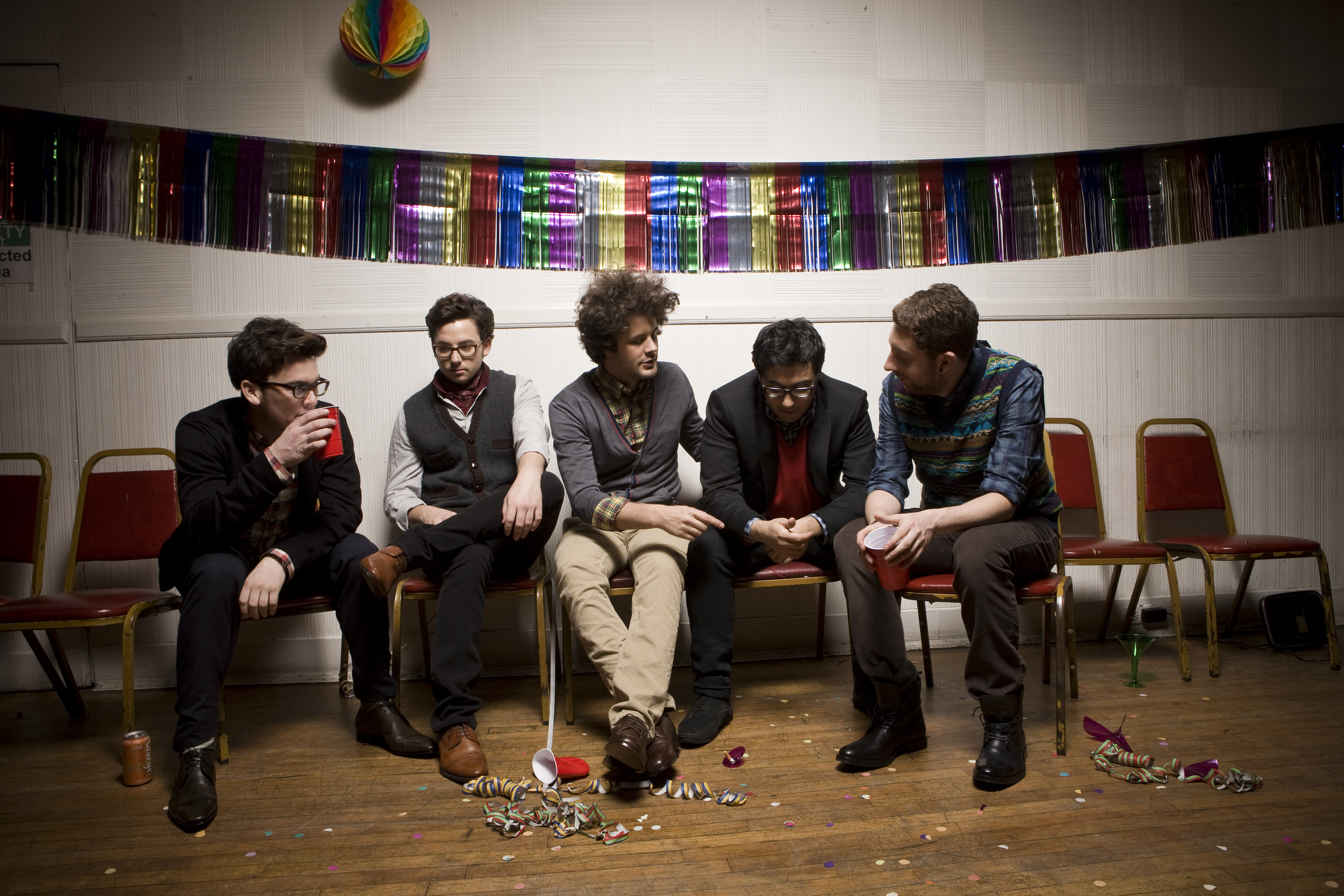
Passion Pit im Dezember 2008

Passion Pit ist eine US-amerikanische Electropop-Band aus Cambridge, Massachusetts bei Boston.

## Karriere
Am Anfang von Passion Pit stand eine selbstproduzierte EP von Michael Angelakos, die eigentlich nur ein Geschenk für seine Freundin sein sollte. Die Songs darauf kamen aber in seinem Bekanntenkreis so gut an, dass daraus ein ernsthaftes Bandprojekt wurde. Nach ein paar Auftritten mit Begleitmusikern wurde er auch für das Vorprogramm bekannter Musiker wie zum Beispiel Death Cab for Cutie gebucht und 2008 nahm das Label Frenchkiss die mittlerweile fünfköpfige Band unter Vertrag. Im selben Jahr hatten sie mit dem EP-Song Sleepyhead einen ersten Achtungserfolg: Er erreichte Platz 9 der US-Heatseekers-Charts. Außerdem wurde er 2009 in dem britischen TV-Drama Skins – Hautnah verwendet.
Für 2009 wurde dann das Debütalbum Manners angekündigt und die BBC nominierte Passion Pit für ihre Prognose Sound of 2009, die ihnen den Durchbruch für das kommende Jahr vorhersagte. Das Album konnte jedoch die Erwartungen vorerst nicht erfüllen und erreichte in den USA und Großbritannien Platzierungen unterhalb von Platz 50. Die beiden Singles The Reeling und Little Secrets platzierten sich um Platz 40 in den Alternative-Charts.
Das zweite Album Gossamer konnte sich im August 2012 in den Top-5 der Billboard 200 platzieren, die Single Take a Walk, Platz 84 der US-Top-100, wurde mit einer Goldenen Schallplatte ausgezeichnet und vom Rolling Stone auf Platz drei der 50 besten Lieder 2012 gewählt. 
Nachfolgende Veröffentlichungen konnten den Erfolg nicht wiederholen, jedoch entwickelten sich die Platten in den USA zu Verkaufserfolgen; über 4.000.000 Tonträger konnten bis 2020 abgesetzt werden. Anfang 2018 befand sich Passion Pit auf einer Tournee durch Nordamerika um ihr viertes Album Tremendous Sea of Love (2017) zu promoten, welches jedoch nicht den Einstieg in die US-Charts schaffte. 
Sänger Michael Angelakos leidet seit seiner Jugend unter einer bipolaren Störung, aufgrund dessen mussten in der Vergangenheit Konzerte und Auftritte abgesagt werden, zudem befand sich Angelakos zeitweise in stationärer Behandlung.
Nach der Trennung von seiner Ehefrau Kristina Mucci 2015, outete er sich als homosexuell.

## Bandmitglieder
- Michael Angelakos
- Ian Hultquist
- Ayad Al Adhamy
- Jeff Apruzzese
- Nate Donmoyer

## Diskografie
Alben
- 2009: Manners
- 2012: Gossamer
- 2015: Kindred
- 2017: Tremendous Sea of Love

EPs
- 2007: Chunk of Change
- 2009: iTunes Festival: London 2009
- 2013: Constant Conversations

Singles
- 2008: Sleepyhead (US: ×2Doppelplatin )
- 2009: The Reeling
- 2009: To Kingdom Come
- 2009: Little Secrets
- 2010: Tonight, Tonight
- 2012: Take a Walk (UK: Silber)
- 2012: I’ll Be Alright
- 2012: Constant Conversations
- 2013: Carried Away
- 2013: Cry Like a Ghost
- 2015: Lifted Up (1985)
- 2015: Where the Sky Hangs
- 2015: Until We Can’t (Let’s Go)
- 2019: I Found U (mit Galantis)

Gastbeiträge
- 2015: Pay No Mind (Madeon feat. Passion Pit)